# Harmotona diplochorda
Harmotona diplochorda är en fjärilsart som beskrevs av Edward Meyrick 1919. Harmotona diplochorda ingår i släktet Harmotona och familjen äkta malar. Inga underarter finns listade i Catalogue of Life.